# Autoroute A73 (Pays-Bas)
Pour les articles homonymes, voir A73.
L'autoroute néerlandaise A73 (en néerlandais Rijksweg 73) est une autoroute des Pays-Bas. Elle relie Nimègue et Maasbracht. Elle est longue de 106 km.

## Les villes importantes
- Nimègue
- Venray
- Venlo
- Ruremonde
- Maasbracht